# 美因河畔格明登
美因河畔格明登（德語：Gemünden am Main，官方拼写为，發音：[ɡəˈmʏndn̩ ʔam ˈmaɪn]）是德国巴伐利亚州下弗兰肯行政区美因-施佩萨特县的城市，面积90.42平方千米，2023年12月31日人口为10,012人。